# Scott Beach
Scott Beach (* 13. Januar 1931 in Portland, Oregon; † 13. Februar 1996 in San Francisco,  Kalifornien) war ein US-amerikanischer Filmschauspieler, Schriftsteller und DJ.

## Leben und Karriere
Scott Beach trat in zahlreichen Filmen auf, vor allem seine tiefe Stimme fiel auf. Beach sagte einst, dass Regisseur George Lucas seine Stimme mochte, und ihn oft in seinen Filmen benutzte. So trat der US-Amerikaner als Ladenbesitzer Mr. Gordon, dem aus seinen Spielautomaten Geld entwendet wird, in American Graffiti auf. Für Krieg der Sterne steuerte er die Stimme eines Stormtroopers bei. Sein schauspielerisches Schaffen umfasst rund zwei Dutzend Produktionen, darunter kleine Rollen in weiteren Klassikern wie Bullitt und Stand by Me – Das Geheimnis eines Sommers (hier als wichtigtuerischer Bürgermeister in der Traumsequenz). Eine seiner letzten Rollen hatte er als Richter in der Filmkomödie Mrs. Doubtfire an der Seite von Robin Williams, Sally Field und Pierce Brosnan.
In einer Radiosendung am 28. Januar 1973 berichtete er, dass das Abkommen über die Beendigung des Krieges und die Wiederherstellung des Friedens in Vietnam am Vortag in Paris unterzeichnet worden sei. Beach schloss seinen Bericht über das Friedensabkommen mit den Worten, dass der letzte Soldat, der noch in Vietnam sterben werde, noch lebe. Mit dieser Aussage hatte er Recht. Scott Beach fungierte zweimal als Erzähler in Aufführungen und lieferte auch die Stimme der Comic-Katze Garfield im ersten Fernsehauftritt der Figur. Später wurde er in dieser Rolle ersetzt.
Am 13. Februar 1996 starb Scott Beach im Alter von 65 Jahren in San Francisco. Er war mit Neva Beach verheiratet und hatte zwei Kinder.

## Filmografie (Auszug)
- 1968: Bullitt
- 1968: One is a Lonely Number
- 1971: THX 1138 (nur Stimme)
- 1972: Mein Herz braucht Liebe (One Is a Lonely Number)
- 1973: Bizarre Devices
- 1973: American Graffiti
- 1974: The Second Coming of Suzanne
- 1977: Krieg der Sterne (Star Wars, Stimme)
- 1980: Gute Reise, Charlie Brown (Bon Voyage, Charlie Brown (and don’t come back), Stimme)
- 1983: Der Stoff, aus dem die Helden sind (The Right Stuff)
- 1983: Sein oder Nichtsein (To Be or Not To Be)
- 1986: Stand by Me – Das Geheimnis eines Sommers (Stand by Me)
- 1988: Tucker
- 1993: Mrs. Doubtfire – Das stachelige Kindermädchen (Mrs. Doubtfire)
- 1994: Allein mit Dad & Co (Getting Even with Dad)